# Dørsnaps
Dørsnaps er navnet på en gammel tradition fra Færøerne der går ud på, at man ved større begivenheder (fx bryllup, 50-års fødselsdag) skænker gæsterne en form for velkomstsnaps, inden de går ind gennem døren, hvor begivenheden skal afholdes.
Denne snaps skænkes i et snapsglas eller i et drikkehorn som gæsterne drikker af efter tur.